# Comté de Mills (Iowa)
Pour les articles homonymes, voir Comté de Mills et Mills.
Le comté de Mills est un comté de l'État de l'Iowa, aux États-Unis.